# Brian Rodríguez
Brian Rodríguez, né le 20 mai 2000 à Tranqueras en Uruguay, est un footballeur international uruguayen qui joue au poste d'ailier gauche au Club América.

## Biographie

### CA Peñarol
Natif de Tranqueras en Uruguay, Brian Rodríguez est formé par le plus grand club du pays, le CA Peñarol. Il débute en professionnel le 28 mars 2018, en championnat, contre le Danubio FC. Ce jour-là, il entre en jeu à la 59e minute, et son équipe réalise un match nul (1-1). Il connaît sa première titularisation un mois plus tard, le 29 avril, contre le CA Progreso (victoire 0-1 du Peñarol). Le 24 mai suivant, il inscrit son premier but en professionnel, contre le CA Boston River (victoire 3-0 de Peñarol). Il est sacré Champion d'Uruguay en 2018.

### Los Angeles FC
Le 7 août 2019, Brian Rodríguez s'engage avec le Los Angeles FC, club de Major League Soccer. Il fait sa première apparition sous ses nouvelles couleurs le 26 août suivant lors d'un derby face au Galaxy de Los Angeles, en championnat. Il entre en jeu à la place de Carlos Vela et les deux équipes se neutralisent (3-3 score final).

### Prêt en Espagne
Ses performances en Major League Soccer sont remarquées et après une saison et demie à Los Angeles, il rejoint en prêt l'UD Almería, formation de LaLiga 2.

### Retour au Los Angeles FC
Le 16 juillet 2021, Brian Rodríguez fait son retour au Los Angeles FC. Il se fait remarquer le 29 août 2021 en réalisant un doublé face à l'autre club de la ville, le Galaxy de Los Angeles. Les deux équipes se neutralisent ce jour-là (3-3).

### Club América
Brian Rodríguez est transféré au Club América le 24 août 2022 alors que le Los Angeles FC est en tête au classement de Major League Soccer, il rejoint ainsi le club le plus titré du Mexique.
Rodríguez inscrit son premier but sous ses nouvelles couleurs le 13 octobre 2022 face au Club Puebla, en championnat. Il entre en jeu à la place d'Alejandro Zendejas et participe à la victoire de son équipe par six buts à un.

### En équipe nationale
Avec les moins de 17 ans, il participe au championnat sud-américain des moins de 17 ans en 2017. Lors de cette compétition, il ne joue qu'un seul match, contre la Bolivie.
Brian Rodríguez est ensuite sélectionné avec l'équipe d'Uruguay des moins de 20 ans pour participer à la Coupe du monde des moins de 20 ans en 2019, qui a lieu en Pologne. Il prend part à tous les matchs disputés par son équipe, en étant la plupart du temps titulaire. Il se distingue dès le premier match, le 24 mai contre la Norvège, où il marque un but et délivre une passe décisive, contribuant à la victoire de son équipe (3-1). Il est de nouveau buteur le 30 mai, lors de la victoire de l'Uruguay contre la Nouvelle-Zélande (0-2). L'Uruguay termine premier de son groupe, mais se voit éliminée en huitièmes de finale par l'Équateur.
Le 7 septembre 2019 Brian Rodríguez honore sa première sélection avec l'équipe nationale d'Uruguay, lors d'un match amical face au Costa Rica. Il est titulaire sur l'aile gauche de l'attaque uruguayenne ce jour-là, prend part à l'intégralité de la rencontre et son équipe s'impose sur le score de deux buts à un. Le 11 septembre 2019, pour sa deuxième sélection seulement, Brian Rodríguez inscrit son premier but pour son pays, en ouvrant le score face aux États-Unis, en match amical. Les deux équipes se séparent sur un score nul de 1-1 ce jour-là. Le 12 octobre 2019 alors qu'il fête sa troisième sélection Rodríguez est à nouveau buteur, face au Pérou. Seul joueur à marquer un but durant cette rencontre amicale, il donne donc la victoire à son équipe.

## Statistiques
| Saison                | Club                  | Championnat           | Championnat | Championnat | Coupe(s) nationale(s) | Coupe(s) nationale(s) | Compétition(s) continentale(s) | Compétition(s) continentale(s) | Compétition(s) continentale(s) | Séries | Séries | Total | Total |
| Saison                | Club                  | Division              | M.          | B.          | M.                    | B.                    | Comp.                          | M.                             | B.                             | M.     | B.     | M.    | B.    |
| 2018                  | CA Peñarol            | Primera División      | 6           | 1           | -                     | -                     | CL                             | 0                              | 0                              | -      | -      | 6     | 1     |
| 2019                  | CA Peñarol            | Primera División      | 12          | 2           | -                     | -                     | CL+CS                          | 6+2                            | 0+0                            | -      | -      | 20    | 2     |
| Sous-total            | Sous-total            | Sous-total            | 18          | 3           | -                     | -                     | -                              | 8                              | 0                              | -      | -      | 26    | 3     |
| 2019                  | Los Angeles FC        | MLS                   | 7           | 0           | -                     | -                     | -                              | -                              | -                              | 2      | 0      | 9     | 0     |
| 2020                  | Los Angeles FC        | MLS                   | 21          | 3           | -                     | -                     | LCC                            | 4                              | 0                              | 0      | 0      | 25    | 3     |
| 2021                  | Los Angeles FC        | MLS                   | 15          | 4           | -                     | -                     | -                              | -                              | -                              | -      | -      | 15    | 4     |
| 2022                  | Los Angeles FC        | MLS                   | 14          | 2           | 1                     | 0                     | -                              | -                              | -                              | -      | -      | 15    | 2     |
| Sous-total            | Sous-total            | Sous-total            | 57          | 9           | 1                     | 0                     | -                              | 4                              | 0                              | 2      | 0      | 64    | 9     |
| 2020-2021             | UD Almería            | LaLiga 2              | 16          | 0           | 0                     | 0                     | -                              | -                              | -                              | -      | -      | 16    | 0     |
| 2022-2023             | Club América          | Liga MX               | 22          | 4           | 1                     | 0                     | -                              | -                              | -                              | -      | -      | 23    | 4     |
| 2023-2024             | Club América          | Liga MX               | 6           | 3           | 4                     | 0                     | -                              | -                              | -                              | -      | -      | 10    | 3     |
| Sous-total            | Sous-total            | Sous-total            | 28          | 7           | 5                     | 0                     | -                              | -                              | -                              | -      | -      | 33    | 7     |
| Total sur la carrière | Total sur la carrière | Total sur la carrière | 121         | 19          | 6                     | 0                     | -                              | 12                             | 0                              | 2      | 0      | 141   | 19    |

### En sélection nationale
| Saison                | Sélection             | Phases finales        | Phases finales | Phases finales | Phases finales | Éliminatoires CDM | Éliminatoires CDM | Éliminatoires CDM | Matchs amicaux | Matchs amicaux | Matchs amicaux | Total | Total | Total |
| Saison                | Sélection             | Compétition           | M              | B              | Pd             | M                 | B                 | Pd                | M              | B              | Pd             | M     | B     | Pd    |
| --------------------- | --------------------- | --------------------- | -------------- | -------------- | -------------- | ----------------- | ----------------- | ----------------- | -------------- | -------------- | -------------- | ----- | ----- | ----- |
| 2019-2020             | Uruguay               | -                     | -              | -              | -              | -                 | -                 | -                 | 6              | 3              | 0              | 6     | 3     | 0     |
| 2020-2021             | Uruguay               | Copa América 2021     | 0              | 0              | 0              | 4                 | 0                 | 0                 | -              | -              | -              | 4     | 0     | 0     |
| 2021-2022             | Uruguay               | -                     | -              | -              | -              | 7                 | 0                 | 1                 | -              | -              | -              | 7     | 0     | 1     |
| 2022-2023             | Uruguay               | Coupe du monde 2022   | -              | -              | -              | -                 | -                 | -                 | 2              | 1              | 0              | 2     | 1     | 0     |
| 2023-2024             | Uruguay               | Copa América 2024     | 1              | 0              | 0              | 2                 | 0                 | 0                 | 2              | 0              | 1              | 5     | 0     | 1     |
| Total sur la carrière | Total sur la carrière | Total sur la carrière | 1              | 0              | 0              | 13                | 0                 | 1                 | 10             | 4              | 1              | 24    | 4     | 2     |

## Palmarès
CA Peñarol
- Champion d'Uruguay en 2018.

 Los Angeles FC
- Vainqueur du Supporters' Shield en 2019.